# تجمع ثمدر (المهرة)

تعديل مصدري - تعديل

تجمع ثمدر هو "تجمع بدوي" في  عزلة منعر بمديرية منعر التابعة لمحافظة المهرة، بلغ تعداد سكانها 12 نسمة حسب تعداد اليمن لعام 2004.